# Monastyr św. Jana Nowego w Suczawie
Monastyr św. Jana Nowego – monastyr z XVI w. znajdujący się w Suczawie w północnej Rumunii, na Bukowinie, którego malowana cerkiew pod wezwaniem św. Jerzego jest wpisana wraz z innymi malowanymi cerkwiami Bukowiny na listę światowego dziedzictwa UNESCO. 
Budowę monastyru zainicjował w 1514 hospodar mołdawski Bogdan Ślepy, a ukończył w 1522 jego syn i następca Stefan Młody. Przeznaczony był na nową siedzibę metropolity mołdawskiego po zniszczeniu dawnej cerkwi św. Jerzego zwanej „Mirăuți” oraz schronienie dla relikwii patrona Mołdawii św. Jana Nowego. Cerkiew monastyru była cerkwią metropolitarną do połowy XVI w., gdy metropolita mołdawski przeniósł się do Jass. Ponownie podniesiona została do tej rangi pod koniec XX w., wraz z powołaniem nowego prawosławnego arcybiskupstwa w Suczawie. 
Cerkiew, postawiona na typowym dla cerkwi mołdawskich tego okresu planie trójkonchowym, zwieńczona wieżą-latarnią ponad nawą, należy do grupy powstałych w XVI w. świątyń malowanych – nie tylko wewnątrz, ale i zewnątrz. Zachowały się jednak jedynie fragmenty malowideł zewnętrznych z 1534, z których najlepiej zachowało się przedstawienie Drzewa Jessego. Widoczne są także fragmenty akatystu, hierarchii niebiańskiej (na apsydzie ołtarzowej) oraz Sądu Ostatecznego na ścianie zachodniej. Z malowideł wewnętrznych najciekawsze są te znajdujące się w nawie i przednawiu, pochodzące z początku XVI w., niestety w pewnym stopniu w czasach późniejszych przemalowywane. 
Zarówno cerkiew, jak i monastyr przechodziły przekształcenia w swojej historii. Do cerkwi w 1579 dobudowany został przedsionek, a następnie w XIX w. otwarty przedsionek (pridvor). Z XIX w. pochodzi także dach cerkwi, w swoim kształcie zachowujący pierwotne rozwiązania typowe dla Mołdawii. Zlikwidowano też odrębną komorę grobową, usuwając mur dzielący ją od nawy – być może z uwagi na fakt, iż niewielkie pomieszczenie mieszczące grobowiec św. Jana Nowego nie mogło pomieścić pielgrzymów przybywających do jego relikwii.
W 1629 obok cerkwi dobudowano małą kaplicę. Ozdobiona ona jest malowidłami zewnętrznymi (tylko na fragmencie fasad) przedstawiającymi cykl scen związanych z patronem monastyru. Z kolei z 1589 pochodzi wieża prowadząca na dziedziniec klasztorny.
Fakt złożenia tu zwłok św. Jana Nowego (zostały wywiezione stąd przez Jana III Sobieskiego do Żółkwi, powróciły jednak pod koniec XVIII w.) czyni z monastyru najważniejsze prawosławne centrum pielgrzymkowe w Mołdawii.